# Matthew Gillett

a Compétitions nationales et continentales officielles uniquement.

b Matchs officiels uniquement.
 Matthew Gillett dit Matt Gillett, né le 12 août 1987 à Macksville (Australie), est un joueur de rugby à XIII australien évoluant au poste de deuxième ligne, de troisième ligne, de demi d'ouverture ou de centre dans les années 2010. Il fait ses débuts en National Rugby League avec les Broncos de Brisbane lors de la saison 2010 devenant rapidement titulaire et en étant nommé meilleur jeune joueur de NRL. Il reste toute sa carrière au sein de ce même club avec lequel il dispute la finale de la NRL en 2015 perdue contre North Queensland en prolongation. Il devient également un des joueurs clés de la sélection australienne lors de ses victoires au Tournoi des Quatre Nations 2016 et à la Coupe du monde 2017, tout comme au sein du Queensland avec cinq titres de State of Origin.

## Biographie
Victime d'une fracture du cou à la suite d'un placage de Luciano Leilua lors d'une rencontre de NRL en 2018, Matt Gillet ne dispute que cinq rencontres avant d'être indisponible pour toute la saison. Cela n'empêche pas Brisbane de le prolonger jusqu'en 2022 en mai 2018 montrant sa confiance envers le joueur. Gillett redispute une saison pleine en 2019 avec également une participation au State of Origin mais se voit forcer de prendre sa retraite sportive qu'il annonce en octobre 2019 en raison de ses douleurs persistantes à l'épaule cette fois-ci et sur les conseils du corps médical. Cette blessure à l'épaule fut contractée lors d'une rencontre contre South Sydney au cours de la saison.
Fidèle aux Broncos de Brisbane toute sa carrière, Matthew Gillett a disputé 202 rencontres et inscrit 58 essais en National Rugby League. Il n'a cependant jamais remporté le titre malgré une participation à la finale en 2015 perdue contre les North Queensland en prolongation. Il est une des références à son poste en étant nommé deux fois « meilleur deuxième ligne » de NRL en 2016 et 2017 succédant à Boyd Cordner, Beau Scott et Josh Jackson au palmarès. Il est également l'un des titulaires dans la sélection du Queensland lors de ses victoires en 2012, 2013, 2015, 2016 et 2017. Enfin, il est également l'un des joueurs clés de la sélection australienne lors de ses victoire au Tournoi des Quatre Nations 2016 et  à la Coupe du monde 2017, il y compte douze sélections pour deux essais inscrits.

## Palmarès
- Collectif :
  - Vainqueur de la Coupe du monde : 2017 (Australie).
  - Vainqueur du Tournoi des Quatre Nations : 2016 (Australie).
  - Vainqueur du State of Origin : 2012, 2013, 2015, 2016 et 2017 (Queensland).
  - Finaliste de la National Rugby League : 2015 (Brisbane).

- Individuel :
  - Meilleur deuxième ligne de la National Rugby League : 2016 et 2017 (Brisbane).
  - Meilleur jeune joueur de la National Rugby League : 2010 (Brisbane).

### Détails en sélection
| 1.  | 2 mai 2014       | Nouvelle-Zélande | 30-18 | ANZAC Test     | Remplaçant     | - | - | - | - |
| 2.  | 6 mai 2016       | Nouvelle-Zélande | 16-0  | ANZAC Test     | Deuxième ligne | - | - | - | - |
| 3.  | 15 octobre 2016  | Nouvelle-Zélande | 28-6  | Amical         | Deuxième ligne | - | - | - | - |
| 4.  | 5 novembre 2016  | Nouvelle-Zélande | 14-8  | Quatre Nations | Deuxième ligne | - | - | - | - |
| 5.  | 13 novembre 2016 | Angleterre       | 36-18 | Quatre Nations | Deuxième ligne | 4 | 1 | - | - |
| 6.  | 20 novembre 2016 | Nouvelle-Zélande | 34-8  | Quatre Nations | Deuxième ligne | - | - | - | - |
| 7.  | 5 mai 2017       | Nouvelle-Zélande | 30-12 | ANZAC Test     | Deuxième ligne | - | - | - | - |
| 8.  | 27 octobre 2017  | Angleterre       | 18-4  | Coupe du monde | Deuxième ligne | 4 | 1 | - | - |
| 9.  | 11 novembre 2017 | Liban            | 34-0  | Coupe du monde | Deuxième ligne | 0 | 0 | - | - |
| 10. | 17 novembre 2017 | Samoa            | 46-0  | Coupe du monde | Deuxième ligne | 0 | 0 | - | - |
| 11. | 24 novembre 2017 | Fidji            | 54-6  | Coupe du monde | Deuxième ligne | 0 | 0 | - | - |
| 12. | 2 décembre 2017  | Angleterre       | 6-0   | Coupe du monde | Deuxième ligne | 0 | 0 | - | - |

## Statistiques
| Saison | Club             | Compétition           | Matchs | Points | Essais | Goals | Drops |
| ------ | ---------------- | --------------------- | ------ | ------ | ------ | ----- | ----- |
| 2010   | Brisbane Broncos | National Rugby League | 21     | 48     | 12     | -     | -     |
| 2011   | Brisbane Broncos | National Rugby League | 19     | 24     | 6      | -     | -     |
| 2012   | Brisbane Broncos | National Rugby League | 23     | 24     | 6      | -     | -     |
| 2013   | Brisbane Broncos | National Rugby League | 22     | 28     | 7      | -     | -     |
| 2014   | Brisbane Broncos | National Rugby League | 21     | 40     | 10     | -     | -     |
| 2015   | Brisbane Broncos | National Rugby League | 25     | 12     | 3      | -     | -     |
| 2016   | Brisbane Broncos | National Rugby League | 21     | 12     | 13     | -     | -     |
| 2017   | Brisbane Broncos | National Rugby League | 25     | 28     | 7      | -     | -     |
| 2018   | Brisbane Broncos | National Rugby League | 5      | 0      | 0      | -     | -     |
| 2019   | Brisbane Broncos | National Rugby League | 17     | 16     | 4      | -     | -     |